# 茅利塔尼亞國際航空
茅利塔尼亞國際航空（Mauritania Airlines International），是一家茅利塔尼亞的航空公司，總部設在茅利塔尼亞首都諾克少，2010年成立，取代已歇業的茅利塔尼亞航空，以諾克少國際機場為樞紐機場。